# Endeavour Piedmont Glacier
Endeavour Piedmont Glacier är en glaciär i Antarktis. Den ligger i Östantarktis. Nya Zeeland gör anspråk på området. Endeavour Piedmont Glacier ligger 98 meter över havet.
Terrängen runt Endeavour Piedmont Glacier är bergig österut, men västerut är den kuperad. Havet är nära Endeavour Piedmont Glacier västerut. Trakten är obefolkad. Det finns inga samhällen i närheten. 